# Geobrett
Das Geobrett (oder Nagelbrett) ist ein verbreitetes Arbeitsmittel im Geometrieunterricht der Primar- und Sekundarstufe.

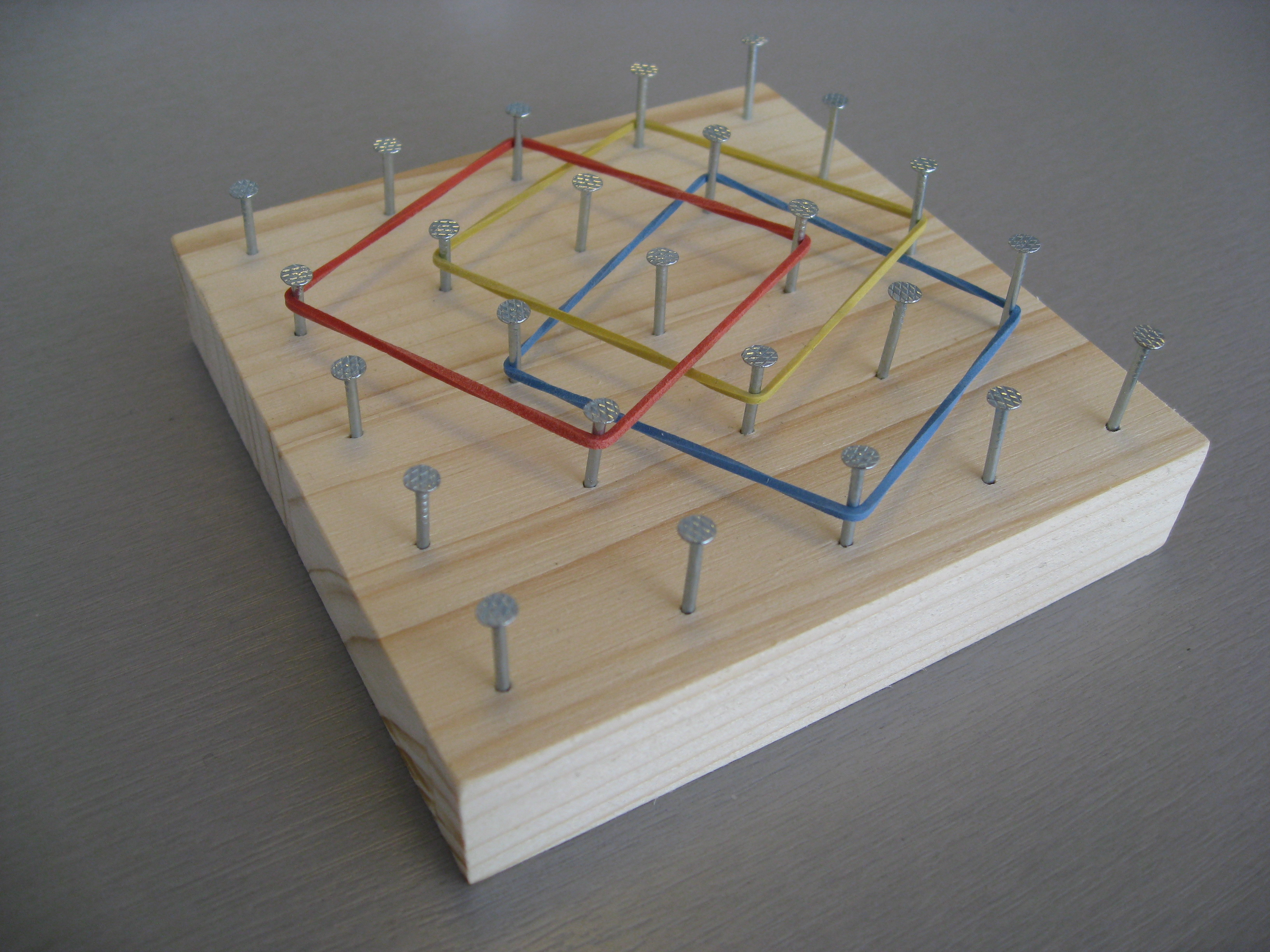
Selbstgefertigtes (5×5)-Geobrett mit drei als Quadrate gespannten, verschiedenfarbigen Gummibändern

Auf einem meist quadratischen Brettchen werden Nägel so eingeschlagen, dass ein quadratisches Gitter entsteht. Die Zahl der Nägel beträgt mindestens 9 (3×3-Gitter), in der Regel aber 16 (4×4-Gitter) oder 25 (5×5-Gitter) und ist nach oben nur durch eine praktikable Größe des Brettes beschränkt. Auf diesen Brettchen können mit verschiedenfarbigen Gummibändern geometrische Figuren gespannt und hinsichtlich ihrer Eigenschaften untersucht werden.
Das Geobrett wurde zu Beginn der 1950er Jahre von dem ägyptischstämmigen Mathematiker und Pädagogen Caleb Gattegno (1911–1988) erfunden.

## Anwendungen
Im Mathematikunterricht findet das Geobrett hauptsächlich Anwendung bei der Untersuchung von ebenen geometrischen Figuren, bei deren Flächenberechnung sowie bei den geometrischen Transformationen der Ebene (Verschiebung, Drehung, Spiegelung, Streckung und deren Hintereinanderausführung).

### Untersuchung von Linien
| Anzahl                   | (2×2)-Gitter | (3×3)-Gitter | (4×4)-Gitter | (5×5)-Gitter |
| ------------------------ | ------------ | ------------ | ------------ | ------------ |
| Strecken (OEIS, A083374) | 6            | 36           | 120          | 300          |
| Geraden (OEIS, A018808)  | 6 (100 %)    | 20 (55,6 %)  | 62 (51,7 %)  | 140 (46,7 %) |

Die Anzahl der Strecken auf einem (n×n)-Gitter ergibt sich mittels Binomialkoeffizient zu
{\displaystyle \#s(n)={\binom {n^{2}}{2}}={\frac {n^{2}(n^{2}-1)}{2}}}.
Eine explizite Formel für die Berechnung der Anzahl der Geraden auf einem (n×n)-Gitter ist nicht bekannt; es gibt aber rekursive Formeln.
Die folgende Formel verwendet den größten gemeinsamen Teiler zur Berechnung der Werte
{\displaystyle \#g(n)=2\left(f(n,1)-f(n,2)\right)} mit
{\displaystyle f(n,k)=\sum _{i=0}^{n-1}\sum _{j=0}^{n-1}(n-i)(n-j)}, falls {\displaystyle {\mbox{ggT}}(i,j)=k}.
Eine andere Rekursionsformel berechnet die Werte mittels der Eulerschen φ-Funktion zu
{\displaystyle \#g(n)=2g_{1}(n)-g(n-1)+r_{1}(n)},
wobei {\displaystyle g_{1}(n)=2g(n-1)-g_{1}(n-1)+r_{2}(n)}
mit {\displaystyle g(0)=g_{1}(0)=0};
{\displaystyle r_{1}(n)=r_{1}(n-1)+4\left(\varphi (n-1)-e(n)\right)} und {\displaystyle r_{1}(0)=0},
{\displaystyle e(n)={\begin{cases}\varphi ({\frac {n-1}{2}}),&{\mbox{falls }}n{\mbox{ gerade}}\\0,&{\mbox{sonst}}\end{cases}}}
und {\displaystyle r_{2}(n)={\begin{cases}(n-1)\cdot \varphi (n-1),&{\mbox{falls }}n{\mbox{ gerade}}\\{\frac {n-1}{2}}\cdot \varphi (n-1),&{\mbox{falls }}n\equiv 1\mod 4\\0,&{\mbox{sonst}}\end{cases}}}.

### Untersuchung von Figuren
Im Vordergrund stehen hier vor allem
- die Untersuchung von Symmetrieeigenschaften geometrischer Figuren,
- die Lage und Anzahl von inneren und äußeren sowie Gitterpunkten auf den Seiten von Vielecken, außerdem
- die Bestimmung der möglichen Art oder Anzahl einfacher geometrischer Figuren.

Ergebnisse für die Anzahl verschiedener Dreiecke bzw. Vierecke auf einem (n×n)-Gitter (für 2 ≤ n ≤ 5):
| Anzahl                                                               | (2×2)-Gitter | (3×3)-Gitter | (4×4)-Gitter | (5×5)-Gitter  |
| -------------------------------------------------------------------- | ------------ | ------------ | ------------ | ------------- |
| Dreiecke (OEIS, A045996)                                             | 4            | 76           | 516          | 2148          |
| Spitzwinklige Dreiecke (OEIS, A190019)                               | 0 (0 %)      | 8 (10,5 %)   | 80 (15,5 %)  | 404 (18,8 %)  |
| Rechtwinklige Dreiecke (OEIS, A077435)                               | 4 (100 %)    | 44 (57,9 %)  | 200 (38,8 %) | 596 (27,7 %)  |
| Stumpfwinklige Dreiecke (OEIS, A190020)                              | 0 (0 %)      | 24 (31,6 %)  | 236 (45,7 %) | 1148 (53,4 %) |
| Unregelmäßige Dreiecke (OEIS, A190312)                               | 0 (0 %)      | 40 (52,6 %)  | 368 (71,3 %) | 1704 (79,3 %) |
| Gleichschenklige Dreiecke (OEIS, A186434)                            | 4 (100 %)    | 36 (47,4 %)  | 148 (28,7 %) | 444 (20,7 %)  |
| Spitzwinklig gleichschenklige Dreiecke (OEIS, A190317)               | 0 (0 %)      | 8 (10,5 %)   | 48 (9,3 %)   | 164 (7,6 %)   |
| Rechtwinklig gleichschenklige Dreiecke (OEIS, A187452)               | 4 (100 %)    | 28 (36,8 %)  | 96 (18,6 %)  | 244 (11,4 %)  |
| Stumpfwinklig gleichschenklige Dreiecke (OEIS, A190318)              | 0 (0 %)      | 0 (0 %)      | 4 (0,8 %)    | 36 (1,7 %)    |
| Verschiedene (nichtkongruente) Dreiecke (OEIS, A028419)              | 1            | 8            | 29           | 79            |
| Verschiedene spitzwinklige Dreiecke (OEIS, A190021)                  | 0 (0 %)      | 2 (25 %)     | 8 (27,6 %)   | 23 (29,1 %)   |
| Verschiedene rechtwinklige Dreiecke (OEIS, A189979)                  | 1 (100 %)    | 4 (50 %)     | 9 (31,0 %)   | 17 (21,5 %)   |
| Verschiedene stumpfwinklige Dreiecke (OEIS, A190022)                 | 0 (0 %)      | 2 (25 %)     | 12 (41,4 %)  | 39 (49,4 %)   |
| Verschiedene unregelmäßige Dreiecke (OEIS, A190313)                  | 0 (0 %)      | 3 (37,5 %)   | 18 (62,1 %)  | 57 (72,2 %)   |
| Verschiedene gleichschenklige Dreiecke (OEIS, A189978)               | 1 (100 %)    | 5 (62,5 %)   | 11 (37,9 %)  | 22 (27,8 %)   |
| Verschiedene spitzwinklig gleichschenklige Dreiecke (OEIS, A190309)  | 0 (0 %)      | 2 (25 %)     | 5 (17,2 %)   | 11 (13,9 %)   |
| Verschiedene rechtwinklig gleichschenklige Dreiecke (OEIS, A108279)  | 1 (100 %)    | 3 (37,5 %)   | 5 (17,2 %)   | 8 (10,1 %)    |
| Verschiedene stumpfwinklig gleichschenklige Dreiecke (OEIS, A190310) | 0 (0 %)      | 0 (0 %)      | 1 (3,4 %)    | 3 (3,8 %)     |

Die Anzahl der Dreiecke auf einem (n×n)-Gitter berechnet sich gemäß der Formel
{\displaystyle {\begin{array}{lcl}\#\triangle (n)&=&{\binom {n^{2}}{3}}+n{\binom {n+1}{3}}-2\sum _{i=2}^{n}\sum _{k=2}^{n}(n-i+1)(n-k+1)\operatorname {ggT} (i-1,k-1)\\&=&{\frac {1}{6}}(n-1)^{2}n^{2}(n+1)^{2}-2\sum _{i=1}^{n-1}\sum _{k=1}^{n-1}(n-i)(n-k)\operatorname {ggT} (i,k)\end{array}}}
Die Dreiecke lassen sich zum einen nach Winkelgrößen in die disjunkten Klassen der spitz-, recht- bzw. stumpfwinkligen Dreiecke einteilen, zum anderen nach Seitenlängen in die disjunkten Klassen der unregelmäßigen (ungleichseitigen) Dreiecke und gleichschenkligen Dreiecke – zu letzteren zählen auch die gleichseitigen Dreiecke, die auf dem Geobrett aber nicht vorkommen können.
Offensichtlich ist daher
{\displaystyle \#\triangle =\#\triangle _{\mathrm {spitzwinklig} }+\#\triangle _{\mathrm {rechtwinklig} }+\#\triangle _{\mathrm {stumpfwinklig} }}
{\displaystyle \#\triangle =\#\triangle _{\mathrm {ungleichseitig} }+\#\triangle _{\mathrm {gleichschenklig} }}
{\displaystyle \#\triangle _{\mathrm {gleichschenklig} }=\#\triangle _{\mathrm {spitzwinkliggleichschenklig} }+\#\triangle _{\mathrm {rechtwinkliggleichschenklig} }+\#\triangle _{\mathrm {stumpfwinkliggleichschenklig} }}
| Anzahl                                        | (2×2)-Gitter | (3×3)-Gitter | (4×4)-Gitter  | (5×5)-Gitter  |
| --------------------------------------------- | ------------ | ------------ | ------------- | ------------- |
| Vollständige Vierecke (OEIS, A175383)         | 1            | 78           | 1278          | 9498          |
| Vierecke (OEIS, A189414)                      | 1            | 94           | 1758          | 13698         |
| Konkave Vierecke (OEIS, A189412)              | 0 (0 %)      | 24 (25,5 %)  | 720 (41,0 %)  | 6300 (46,0 %) |
| Pfeilvierecke (OEIS, A173502)                 | 0 (0 %)      | 8 (8,5 %)    | 64 (3,6 %)    | 292 (2,1 %)   |
| Konvexe Vierecke (OEIS, A189413)              | 1 (100 %)    | 70 (74,5 %)  | 1038 (59,0 %) | 7398 (54,0 %) |
| Trapeze (OEIS, A189415)                       | 1 (100 %)    | 50 (53,2 %)  | 490 (27,9 %)  | 2618 (19,1 %) |
| Parallelogramme (OEIS, A189416)               | 1 (100 %)    | 22 (23,4 %)  | 158 (9,0 %)   | 674 (4,9 %)   |
| Drachen (OEIS, A189417)                       | 1 (100 %)    | 10 (10,6 %)  | 58 (3,3 %)    | 222 (1,6 %)   |
| Rauten (OEIS, A189418)                        | 1 (100 %)    | 6 (6,4 %)    | 22 (1,3 %)    | 66 (0,5 %)    |
| Rechtecke (OEIS, A085582)                     | 1 (100 %)    | 10 (10,6 %)  | 44 (2,5 %)    | 130 (0,9 %)   |
| Quadrate (OEIS, A002415)                      | 1 (100 %)    | 6 (6,4 %)    | 20 (1,1 %)    | 50 (0,4 %)    |
| Verschiedene konvexe Vierecke (OEIS, A181944) | 1            | 12           | 89            | 407           |
| Verschiedene Trapeze (OEIS, A181945)          | 1            | 9            | 43            | 141           |
| Verschiedene Parallelogramme                  | 1            | 6            | 21            | 55            |
| Verschiedene Drachen (OEIS, A181946)          | 1            | 4            | 11            | 25            |
| Verschiedene Rauten (OEIS, A181947)           | 1            | 3            | 6             | 11            |
| Verschiedene Rechtecke                        | 1            | 4            | 9             | 16            |
| Verschiedene Quadrate (OEIS, A108279)         | 1            | 3            | 5             | 8             |

Die Vierecke lassen sich aufgrund ihrer Form in die disjunkten Klassen der konkaven und konvexen Vierecke einteilen. Beide können aufgrund von Symmetrieeigenschaften weiter unterteilt werden, wobei sich die Teilklassen im Falle der konvexen Vierecke überschneiden.
Offensichtlich ist daher
{\displaystyle \#\square =\#\square _{\mathrm {konkav} }+\#\square _{\mathrm {konvex} }}
Außerdem gelten folgende Beziehungen zwischen den konvexen bzw. konkaven Vierecken:
- Quadrate = Rechtecke ∩ Rauten
- Quadrate ⊂ Rechtecke ⊂ Parallelogramme ⊂ Trapeze ⊂ konvexe Vierecke ⊂ Vierecke
- Quadrate ⊂ Rauten ⊂ Parallelogramme ⊂ Trapeze ⊂ konvexe Vierecke ⊂ Vierecke
- Quadrate ⊂ Rauten ⊂ Drachen ⊂ konvexe Vierecke ⊂ Vierecke
- Pfeilvierecke ⊂ konkave Vierecke ⊂ Vierecke

Damit lassen sich die Anzahlen der Vierecksarten, welche nur die untergeordnete Beziehung erfüllen (etwa Rechtecke, die nicht gleichzeitig Quadrate sind) mittels Differenzbildung leicht ermitteln.

### Flächenberechnung
Zur Berechnung des Flächeninhalts von Gittervielecken dient der Satz von Pick (1899):
Ein Gittervieleck mit {\displaystyle r} Gitterpunkten auf dem Rand und {\displaystyle i} inneren Gitterpunkten hat einen Flächeninhalt von {\displaystyle A={\tfrac {1}{2}}r+i-1} Gitterquadraten.